# 邵族射日傳說
邵族射日傳說，是台灣邵族的日月形成傳說。描述在過去天空上只有一個大太陽時，邵族勇士將其射死並變成了現今的太陽與月亮。

## 傳說
據說過去的遠古時代，天空上只有一個大太陽，由於太陽太大了，大地的萬物都被烤死，因此一個邵族英雄就在農曆三月十一日那天，用弓箭把太陽射成兩半，比較大的一半變成太陽，以緩和許多的陽光照耀白天、比較小的一半變成月亮，照亮黑夜，邵族因此開始將祂們視為神祭拜。